# Rio Belize
Rio Belize é um rio centro-americano da Guatemala.